# Jean-Baptiste van Silfhout
Jean-Baptiste van Silfhout (* 4. Februar 1902 in Sloten; † 1956 in Jakarta, Indonesien) war ein niederländischer Ruderer, Schwimmer und  Wasserballspieler.

## Karriere
Er nahm an den Olympischen Sommerspielen 1920, 1924 und 1928 teil. 1920 nahm er im 100 Meter Freistilschwimmen sowie im Wasserball teil. In seinem Schwimmwettkampf schied er im Vorlauf aus und belegte mit der Niederländischen Wasserballnationalmannschaft den siebten Platz. 1924 startete er in der Regatta im Vierer mit Steuermann, konnte dort mit seiner Crew den Vorlauf gewinnen, jedoch den Finallauf nicht beenden. 1928 nahm er nochmals am Wasserballturnier teil, wo er mit der niederländischen Mannschaft Fünfter wurde.
Neben den Olympischen Spielen war van Silfhout besonders als Ruderer erfolgreich. 1924 wurde er im Vierer mit Steuermann Europameister und gewann ein Jahr später bei den Europameisterschaften in Prag jeweils Silber im Zweier ohne Steuermann und Vierer ohne Steuermann. Beim Deutschen Meisterschaftsrudern 1926 gewann er mit dem Achter des Berliner Ruder-Clubs die Goldmedaille.

## Familie
Sein Onkel war der belgische Ruderer Jean Van Silfhout.